# Domingo Tabuyo Romero
Domingo Miguel Tabuyo Romero (Pontevedra, 13 de agosto de 1959). Pasó su infancia en Marín. En la actualidad, reside en Cambados, está casado y tiene dos hijos.  Fue teniente de la marina en Ferrol. Político socialista y escritor de España.

## Biografía
Licenciado en Geografía e Historia por la Universidad de Santiago de Compostela. Especialidad de Arte. Profesor jubilado de Enseñanza Secundario con destino en el IES Asorey de Cambados.
Miembro de la Asociación de Escritoras y Escritores en Lengua Gallega y del PEN  Clube Escritores de Galicia. Colaborador de diversas publicaciones culturales cómo:  Rollo  Klave, Poesía de Galicia, Ría del Ocio del Faro de Vigo, Cerna,  Enormic Banda.
Realizó análisis y crítica literaria en la Guía de los Libros nuevos y en el Faro de la Cultura, Suplemento del Faro de Vigo. 
Participante, moderador y organizador de múltiples actos literarios, culturales, exposiciones, conferencias, presentación de libros, recitales etc, destacando: Participación y colaboración en la organización del 1º Congreso de la Poesía Gallega, celebrado en  Villagarcía de Arousa en el año 1997. Miembro del Comité Organizador del Año Cabanillas en Cambados 2009. Coordinador de las Jornadas: “Ramón Cabanillas y la Modernidad en la Poesía Gallega”, Cambados 27-28 de noviembre de 2009, organizado por el PEN  Clube y la Dirección General de Libros Archivos y Bibliotecas del Ministerio de Cultura. Miembro del Comité Organizador del Año Asorey en Cambados 2011. 
Articulista semanal en el Diario de Arousa, desde diciembre de 2011. 
Concejal y Portavoz del Grupo del PSdeG-PSOE en el Ayuntamiento de Cambados, entre los años 1992-2011. Diputado por Pontevedra en el Congreso en las VIII e IX Legislatura: entre marzo de 2004 y septiembre de 2011, por el PSdeG-PSOE. Después de dos legislaturas como diputado en el Congreso de los Diputados de Madrid por Pontevedra, ahora vuelve a ejercer la docencia como profesor en el IES Francisco Asorey en Cambados.

## Obra literaria
Es autor de una larga obra poética en gallego que inició en 1993 con Manual de urxencias e retornos, poemario que mereció el accésit del Premio Miguel González Garcés. Posteriormente obtuvo otros premios, como el Cidade de Ourense de 1997 por Balsaín Blues y el Avelina Valladares de 1999, convocado por el ayuntamiento de La Estrada, por Nos tempos da invernía. A luz secreta, publicado en 2002 dentro de la colección Tambo de la Diputación de Pontevedra. En diciembre del año 2010 publicó "Cadernos de París" en la colección Libros da Frouma de Follas Novas edicións. Como narrador, publicó la novela Carmín (Xerais, 2002, y en el año 2011 la novela "Svea Kött" (Carne Sueca) en edicións Xerais de Galicia. En Literatura Juvenil, ha publicado "A Viaxe de Vionta" (Everest Galicia,2007) 
En el año 2018, pública "A sombra horizontal do teu nome"  libro intimista con temática de amor y desamor, editado por Toxosoutos y con ilustración de portada de Susana Suniaga. Recibe el I premio de poesía Camino de Santiago, convocado por la Academia Xacobea con patrocinio de Edicións Carena y la colaboración de Secretaría Xeral de Política Lingüística  por "As viaxes maiúsculas" (Editorial Carena, 2019).
Colectivos:  Vis a Vis: 36 poemas e unha idea, Vilagarcia 1997 ; Vento Mareiro: aniversario dun libro mítico, Cambados 1998; O Cancioneiro e o Mar, Vilaxoán de Arousa, 1998; Abraço. Poesía Colectiva. Ediçao AALF, Freamunde, Portugal, Xullo 2002;Negra Sombra, Espiral Maior/Xerais/Federación de Libreiros, 2003 (Contra a Marea Negra); Poetas con Rosalía, V encontro, Padrón 2010.